# Schloss Lerchenfeld

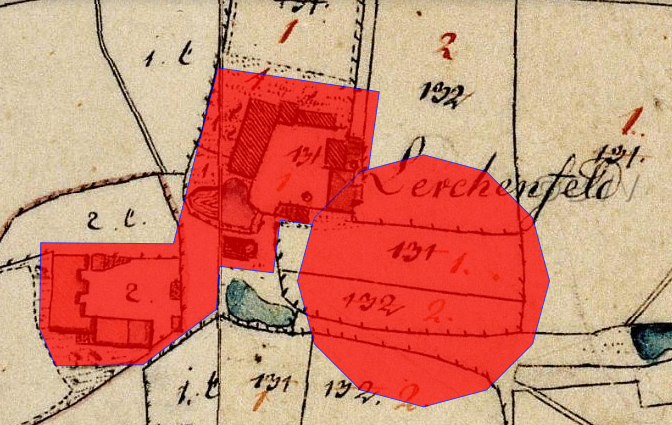
Lageplan von Schloss Lerchenfeld auf dem Urkataster von Bayern

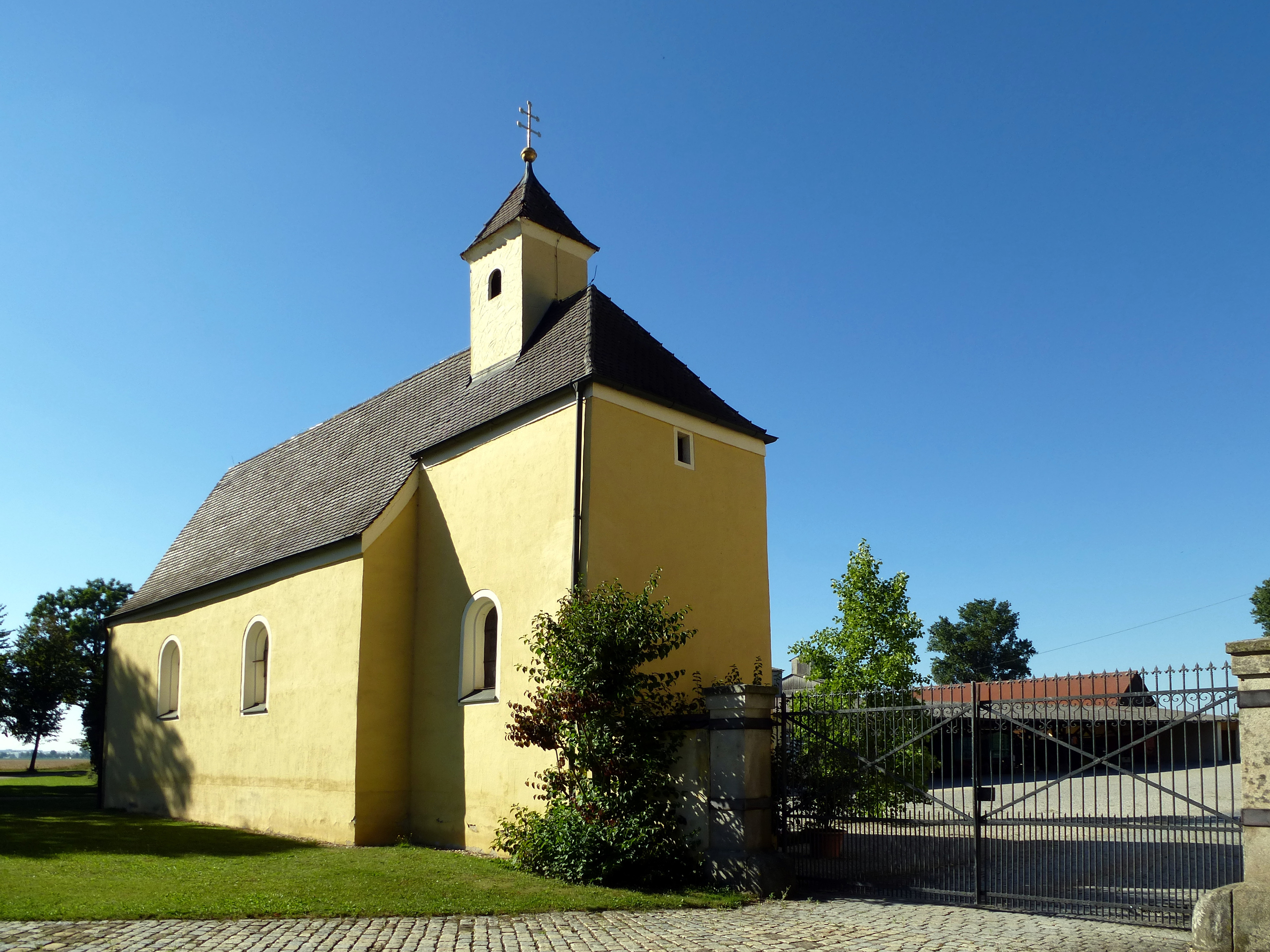
Schlosskapelle St. Peter von Schloss Lerchenfeld

Das abgegangene Schloss Lerchenfeld, auch Neues Schloss genannt, befand sich im Stadtteil Lerchenfeld der oberpfälzischen Stadt Neutraubling in Bayern. Die Anlage wird als Bodendenkmal unter der Aktennummer D-3-7039-0432 im Bayernatlas als „archäologische Befunde und Funde im Bereich der Kath. Kirche St. Peter in Lerchenfeld, darunter auch die untertägigen Spuren der abgebrochenen historischen Gutsgebäude im Bereich eines mittelalterlichen Adelssitzes“ geführt. 

## Geographie
Das abgebrochene Schloss Lerchenfeld liegt im Stadtgebiet Neutraublings. Westlich des Burgstalls befinden sich im Abstand von einem bzw. 3 km die Alte Schwedenschanze und die beiden ebenfalls abgegangenen Schlösser von Mintraching, das Obere und Untere Schloss. Während im Osten und Norden Neutraubling an Lerchenfeld angrenzt, ist zwischen dem südlich gelegenen Mangolding und Lerchenfeld eine Entfernung von 2,5 Kilometer. 

## Geschichte
Erstmals erwähnt wird die Burg indirekt 1171, als das Geschlecht der Lerchenfelder genannt wird. 1260 wurde die Kapelle St. Peter (Lerchenfeld) als Gutskapelle geweiht, was darauf deutet, dass die Burg damals schon zerstört oder in ein Rittergut umgewandelt worden war. Auf einem Gemälde der Hl. Maria Empfängnis werden die Besitzungen der Linie Lerchenfeld-Köfering in der Pfarrei St. Mauritius (Mintraching) im Jahre 1699 dargestellt. Dabei ist neben dem Oberen Schloss Mintraching auch ein schlossähnliches Gebäude in Lerchenfeld zu erkennen, wodurch bekannt ist, dass das Schloss aus dem Spätmittelalter nicht vollständig im Dreißigjährigen Krieg zerstört wurde, wie die Ortschronik von Mintraching zur 1250-Jahr-Feier erläutert.

## Schloss Lerchenfeld heute
Von dem einstigen Schloss existieren außer der Burgkapelle keine weiteren Reste. Auf einem Bild von 1699 wird ein zwei- bis dreigeschossiger Satteldachbau mit Putzgliederung gezeigt. An dieses Gebäude, vermutlich das Schloss, schloss sich Kapelle an. Am ehemaligen Standort des Schlosses ist heute die Gutseinfahrt, allerdings ist an der Kapelle eine zugemauerte Tür zum Schloss hin erkennbar. 